# Kassengewölbe

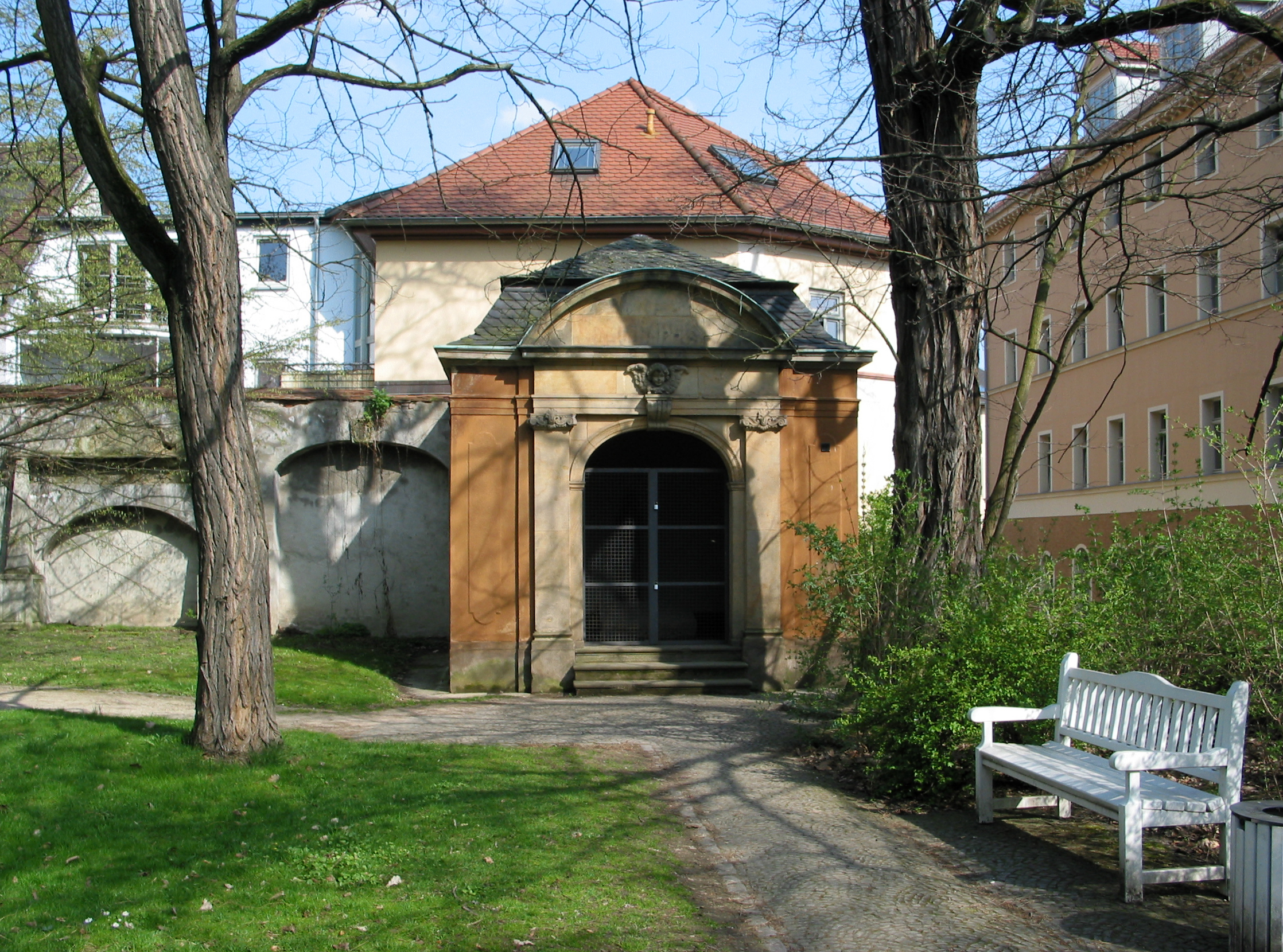
Kassengewölbe von 1927

Das Kassengewölbe auf dem Jacobsfriedhof Weimar war ein 1715 als privates Erbbegräbnis errichtetes Mausoleum, in dem im Jahr 1805 Friedrich Schiller beigesetzt wurde. Es wurde 1854 bei der Einebnung großer Teile des Friedhofs abgerissen. Heute steht an der Stelle eine Nachbildung von 1927.

## Geschichte
Dieses Mausoleum ging 1742 in den Besitz der Weimarer Landschaftskasse über, weshalb es zu dem Namen Kassengewölbe gekommen war. Eine ursprüngliche Funktion als Gelddepot hatte dieses jedoch nie besessen. Hier wurden adlige und verdienstvolle bürgerliche Verstorbene beerdigt, die über kein eigenes Erbbegräbnis verfügten. Deren Namen befinden sich auf Steintafeln an der linken und rechten Wand. Friedrich Schiller, am 9. Mai 1805 gestorben, wurde in der Nacht vom 11. zum 12. Mai 1805 im Kassengewölbe beigesetzt, wie auch der Grabplatte zu entnehmen ist. Im Jahre 1826 veranlasste der Bürgermeister Carl Leberecht Schwabe die Bergung der angenommenen sterblichen Überreste Schillers (es konnte nicht genau festgestellt werden, welches Schillers sterbliche Überreste waren). Am 16. Dezember 1827 wurden die Gebeine in die neuerbaute Fürstengruft auf dem 1818 eröffneten „Friedhof vor dem Frauentor“, dem heutigen Historischen Friedhof überführt. Eine schwere steinerne Grabplatte mit Schillers Namen wie auch eine auf einer Säule stehende Büste erinnert an diese Beisetzung. Seit der Exhumierung herrschte schließlich Unklarheit darüber, ob der dabei mit ausgegrabene Schädel auch der des großen Dichters sei. Seit dem Abschluss umfangreicher wissenschaftlicher Nachforschungen mit Genanalysen im Jahre 2008 steht mit ziemlicher Sicherheit fest, dass es sich bei den 1826 geborgenen Überresten nicht um die Schillers handelt. Die tatsächlichen sterblichen Überreste Schillers sind wahrscheinlich bei der Einebnung des Friedhofes samt Kassengewölbe untergegangen.

Kassengewölbe auf dem Jacobskirchhof
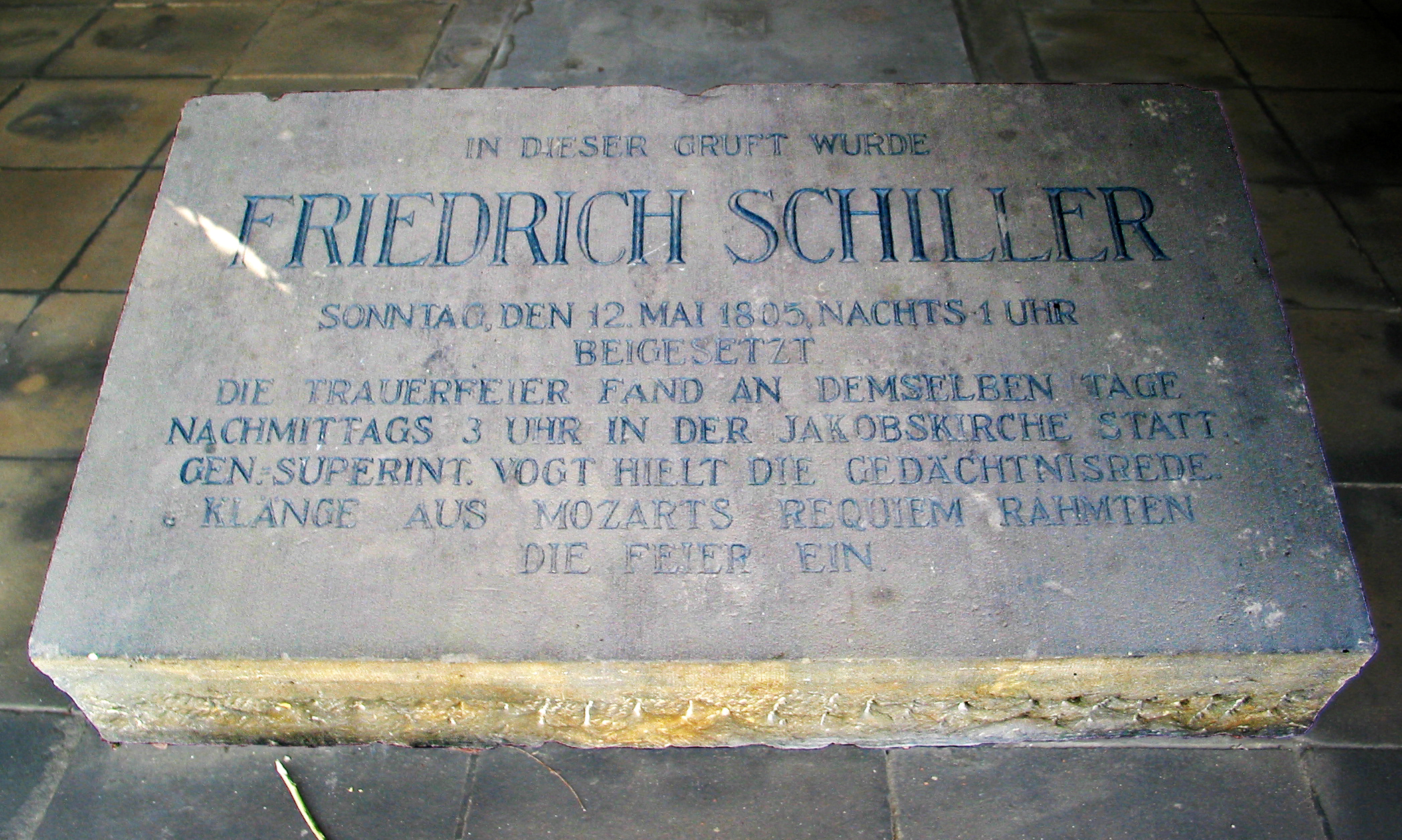
Schillers Grabstein
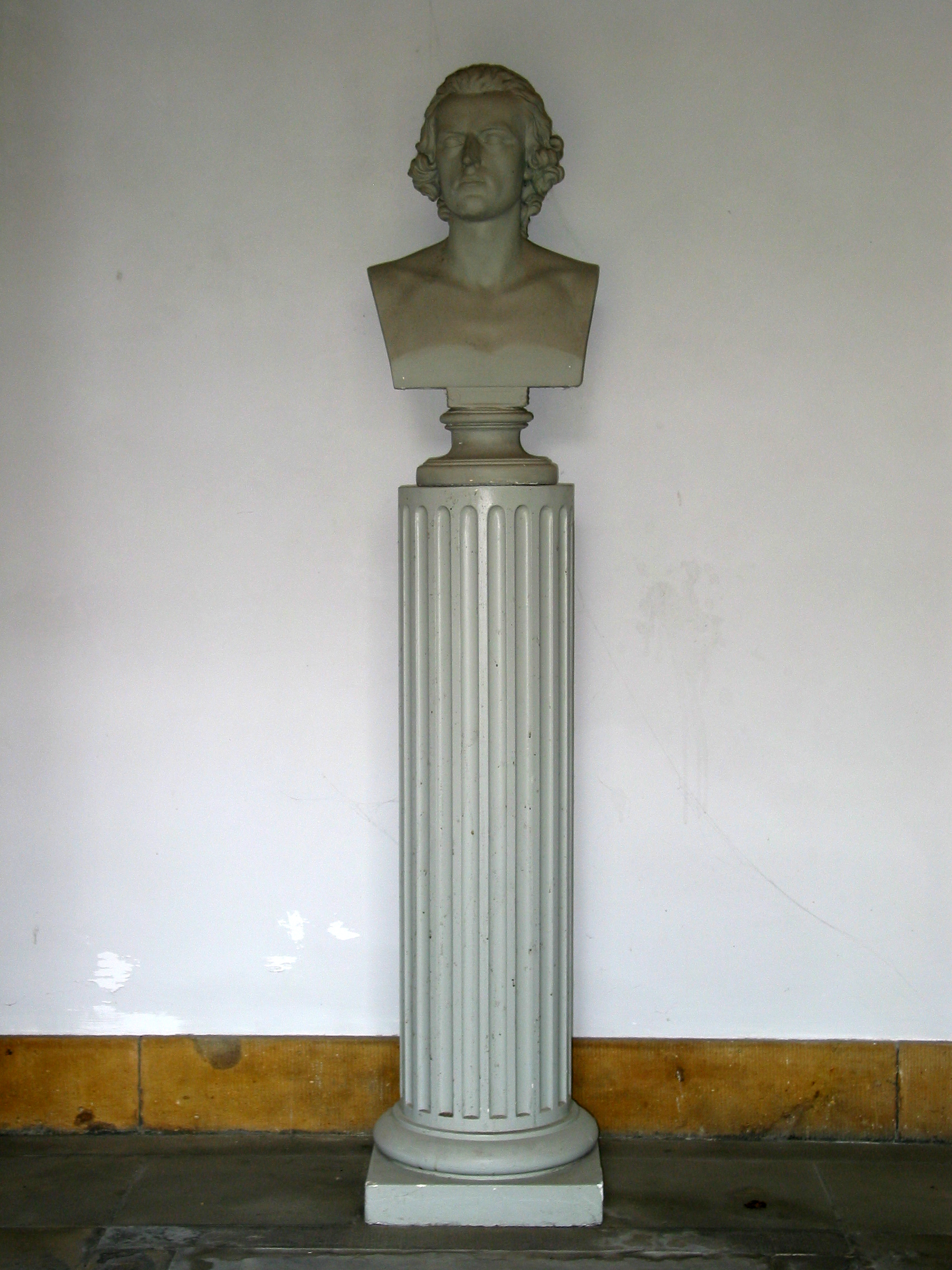
Schiller-Büste

## Trivia
Im Deutschen Rechtswörterbuch gibt es die Bezeichnung Kassengewölbe oder Kassagewölbe. Dazu gibt es die Erklärung: „Gewölbe in einer Kasse (im Sinne eines Gebäudes, einer Stelle); in dem eine Kasse (im Sinne eines verschließbaren Behältnisses) untergebracht ist.“ Der Funktion nach ist das also ein Schatzgewölbe zur sicheren Verwahrung hoher Geldbeträge, wie sie Tresore haben. Wie der Name erkennen lässt, wurden im Mittelalter und in der Frühen Neuzeit Kellergewölbe bevorzugt. Es gibt aber auch den Kasseturm in Weimar, der die Fürstliche Landschaftskasse beherbergte, der keine Funktion als Tresor hatte. Das war auch nicht dessen ursprüngliche Funktion, sondern er war ein Wehrturm und somit der Teil der Stadtbefestigung.